# リトアニア解放最高委員会
リトアニア解放最高委員会（リトアニアかいほうさいこういいんかい、リトアニア語: Vyriausiasis Lietuvos išlaisvinimo komitetas、略称: VLIK）は、1943年11月25日にカウナスで設立された、リトアニアの独立回復を目的とするリトアニア人団体。リトアニアがナチス・ドイツに占領されていた当時、諸抵抗勢力の統一中央組織として作られた。VLIKは後にドイツおよびアメリカを拠点としてリトアニア独立運動を繰り広げた。VLIKはリトアニアの亡命政府と称していたが、国際承認は得られなかった。1990年にリトアニアが独立回復宣言を出すと、役目を終えたVLIKは解散した。

## 歴史

### リトアニアにおける抵抗運動
リトアニアは1940年にソ連に併合されたが、1941年6月にナチス・ドイツがバルバロッサ作戦を開始しソ連領に侵攻すると、リトアニア人の多くはソ連からの「解放者」としてドイツ軍を歓迎した。しかしその後、ナチス・ドイツがリトアニアの独立を認めないことが明らかになると、リトアニア人の態度はその後急変し、1941年末から1942年初めにかけて様々な対ナチス抵抗運動が組織された。1942年から1943年の間にこれらの運動がカトリック系の民族評議会（リトアニア語: Tautos taryba）およびリトアニア人最高委員会（リトアニア語: Vyriausiasis lietuvių komitetas）のもとに統一されていった。5カ月間の議論の末、両者は政治思想の枠を越えてリトアニア解放最高委員会 (VLIK) という一つの組織に統一されることとなった。VLIKには、民族主義連合、キリスト教民主党、農民人民連合、社会民主党といった独立期の政党に所属していた政治指導者らが参加した。
1943年11月25日にカウナスで初会合が開かれ、社会民主党に所属していたステポナス・カイリースが初代議長に選出された。VLIKは、リトアニアの独立が回復されるまでのあいだ、亡命政府として活動することを目的とした。VLIKは、スウェーデンおよびフィンランドに使節を送り、スイスに駐在していたリトアニア人外交官との連絡を続け、そしてナチスによる犯罪を西側諸国に伝えようとした。VLIKはまた、非合法で新聞を地下出版し、リトアニア人にナチスに対する無為抵抗を訴えた。彼らにとって最大の敵は、なおもソ連であった。彼らは第二次世界大戦が終結した後にソ連と西側諸国の連合国とのあいだで紛争が生じると考えており、その結果リトアニアは占領から解放されるものと信じていた。そのため、ナチスに対しては暴力的抵抗運動は行わず、ソ連との戦いに備えて資源を蓄えていた。
1944年2月16日、リトアニアの独立記念日に、VLIKは以下の旨の宣言を発出した。
| 「 | 解放後のリトアニアは民主主義共和国となるべきである。民主的に選ばれたリトアニア国会が召集されるまでのあいだ、リトアニアは臨時国家憲法の定めに従い治められる。臨時国家憲法は1922年リトアニア憲法の原則にしたがってVLIKが採択する。 | 」 |

1944年初め、VLIKがストックホルムへ送った使節がエストニアでゲシュタポに逮捕されたことにより、その後4月29日から30日にかけて、VLIKのメンバー8名が次々と逮捕された。
独ソ戦でソ連が巻き返し、ソ連がバルト諸国を勢力下におさめると、VLIKメンバーの多くはドイツへと渡った。そのため、リトアニアでの活動は終了し、その後は海外で活動を続けていくこととなった。VLIKは、メンバーのうち3名をリトアニアにとどめておくこととしたが、リトアニアにとどまったのは結局1名のみだった。リトアニアとの連絡手段が切断され、リトアニアに残っていたレジスタンスとのやりとりが行えなかったことが原因であった。

### 海外におけるリトアニア独立回復に向けた活動
VLIKは1944年にベルリンで活動を再開し、赤軍が侵攻するにつれてヴュルツブルク、そしてロイトリンゲンへと場所を移した。1955年に活動拠点をニューヨークへ移すまでのあいだ、ミーコラス・クルパヴィチュスが議長を務めた。VLIKは15の異なる政治団体を統一したものであったためメンバー間の意見の相違は大きく、それが決定を下す上で妨げとなった。
ポツダム会談が開かれる前の1945年7月10日、VLIKはトルーマン・アメリカ大統領およびチャーチル・イギリス首相に対して覚え書きを送付し、その中でソ連によるリトアニア占領を認めず、ソ連軍のリトアニアからの撤退とリトアニアの独立を支援するよう彼らに求めた。他にも、ソ連当局によるリトアニア人に対する人権侵害についての覚え書きが国際連合や各国の外交官、研究者、ジャーナリストに送られた。VLIKはさらに通信社「ELTA」を再建し、ラジオ放送も行った。VLIKはリトアニア国内にいる武装パルチザンとも連絡をとろうとしたが、わずかにユオザス・ルクシャとしか連絡を取ることができなかった。
VLIK自体はリトアニア国会（セイマス）の役割を果たすものとしており、リトアニアの亡命政府と称していた。しかし、諸外国からリトアニアの亡命政府として承認されることはなかった。また、戦前にリトアニアの在外公館で働いていたリトアニア人外交官はVLIKの指揮下に入るとされた。リトアニア共和国最後の大統領アンタナス・スメトナからリトアニア外交部長に任命された外交官、スタシース・ロゾライティスはこれに異議を唱え、両者の対立は以後数十年にわたって続いた。国際承認を得られるリトアニア亡命政府が作られなかった原因は、この両者の対立にある。リトアニア国民の代表とされるVLIKとリトアニア政府の代表とされる外交官とのあいだの対立を解消しようとする試みも見られた。最初の試みは1946年7月、スイスのベルンで行われた会談にて行われた。このときは執行評議会を設置することが決められたが、実際に設置されることはなかった。続いて1947年8月、フランス・パリで二度目の会談が開かれた。
リトアニアから亡命した者が難民キャンプからアメリカ合衆国へと移るようになると、VLIKも1955年に本部をニューヨークに移した。その後VLIKの影響力は低下し、活動家らもすぐに冷戦を終結させる方法はないことに気付かされた。VLIKの目的は、ソ連によるリトアニア占領を認めず、鉄のカーテンの向こう側でのできごとを知らせることになった。そのために、米英両政府との連絡もとり続けた。
1980年代になると活動拠点をワシントンD.C.に移した。
VLIKは、リトアニア民族解放のための困難な任務を担い、半世紀にわたってその活動を続けてきたが、リトアニアが1990年3月11日にソ連からの独立回復を宣言すると、その活動を終了した。

## 歴代指導者
- 1943年11月25日 - 1945年6月15日：ステポナス・カイリース
- 1945年6月15日 - 1955年11月27日：ミーコラス・クルパヴィチュス
- 1955年11月27日 - 1957年6月1日：ヨナス・マトゥリョニス
- 1957年6月1日 - 1964年2月27日：アンタナス・トリマカス
- 1964年2月27日 - 1964年10月3日：ユオザス・アウデナス
- 1964年10月3日 - 1964年11月29日：キプラス・ビエリニス
- 1964年11月29日 - 1966年12月6日：ヴァツロヴァス・シジカウスカス
- 1966年12月6日 - 1979年3月10日：ユオザス・ケストゥーティス・ヴァリューナス
- 1979年3月10日 - 1992年12月30日：カジース・ボベリス